# Vlag van het Gemenebest van Naties
De vlag van het Gemenebest van Naties toont het goudkleurige symbool van het Gemenebest van Naties op een blauwe achtergrond. De vlag heeft een hoogte-breedteverhouding van 1:2.
Het symbool bestaat uit een goudkleurige wereldbol die sinds 2013 door 34 speervormen omringd wordt. De speren vormen de letter C van Commonwealth ("Gemenebest").
De vlag gaat terug tot autovaandels die in 1973 bij de top van regeringsleiders te Ottawa gebruikt werden. Het ontwerp wordt toegeschreven aan de Canadezen Arnold Smith en Pierre Trudeau. Tegenwoordig wappert de vlag voor het secretariaat van het Gemenebest van Naties, het Marlborough House in Londen. Ook bij topconferenties en andere gebeurtenissen in het kader van het Gemenebest is de vlag present.